# Baptiste-Paul Grimaud
Pour les articles homonymes, voir Grimaud.
Baptiste-Paul Grimaud, né le 6 mai 1817 à Brûlain et mort le 21 avril 1899, est un fabricant français de cartes à jouer.

## Biographie
En 1840, Baptiste-Paul Grimaud est à Paris commissionnaire de roulage. En 1851, Alexandre-Eugène Martineau et Marcel Bourru lui cèdent leur fabrique de cartes à jouer opaques. En 1858, il achète à Firmin Chappellier le brevet des coins ronds métallisés. L'affaire se développe et en 1866, il reçoit un apport financier de Charles Chartier qui lui permet d'acheter de nouvelles machines, puis il s'associe avec son neveu, Léo Marteau. En 1876, il rachète à Charles Pellerin, le petit-fils de Jean-Charles Pellerin, ses modèles d'images d'Épinal. Il prend la majorité du capital de son concurrent marseillais, Camoin, en 1885, puis il absorbe Lequart et Mignot, Bony, Dieudonné, Fossorier et Amar. Après son décès, Léo et Georges Marteau, prennent sa succession ; après la mort de Georges, la société prend le nom de Grimaud, Chartier, Marteau et Boudin. La marque et la clientèle sont achetées en 1962 par Jean-Marie Simon (La Ducale).

## Distinctions
- Chevalier de la Légion d'honneur « Cote LH/1202/45 »
- Conseiller municipal de Paris sous la Troisième République[10]

## Anecdote
- Le nom de l'entreprise B.-P. GRIMAUD peut être encore lu au-dessus du portail d'entrée de l’immeuble du 54 rue de Lancry à Paris.